# Georgette Heyer
Georgette Heyer (* 16. August 1902 in Wimbledon; † 4. Juli 1974 in London; Aussprache: /ʒɔʁˈʒɛt ˈheɪə/) war eine britische Schriftstellerin.

## Leben
Georgette Heyers Vater George Heyer war Dozent am King’s College London. Er unterstützte ihre literarischen Bestrebungen. Bereits mit siebzehn Jahren schrieb Heyer – zur Unterhaltung ihres kranken Bruders – ihren ersten Roman, The Black Moth, der 1921 veröffentlicht wurde. Im Alter von dreiundzwanzig Jahren heiratete sie den Bergbauingenieur Ronald Rougier, benutzte ihren Geburtsnamen aber als Pseudonym für ihre Bücher. Mit ihrem Mann zog sie nach Tanganjika und Mazedonien. Über ihr Privatleben ist nicht viel bekannt, da sie sich gegen jede Form von Öffentlichkeitsarbeit wehrte und Fragen nach ihren persönlichen Umständen stets abwies, indem sie auf ihre Bücher verwies („You will find me in my work“). Aus den vierziger Jahren sind einige Briefe erhalten, in denen sie sich abwertend über ihre Arbeit äußert. So äußerte sie 1943: „Ich persönlich denke, dass ich erschossen werden sollte, weil ich so einen Unsinn schreibe, aber es ist gute Literatur für jemanden, der vor der Realität zu fliehen versucht, und ich denke, ich würde es ziemlich mögen, wenn ich in einem Luftschutzbunker säße oder mich von einer Grippe erholte“. Im Vorwort zu ihrem letzten Buch Lord John erklärte ihr Mann, die Lieblingsepoche seiner Frau sei keineswegs die Regency-Zeit gewesen, in der ihre erfolgreichsten Romane spielen, sondern das Mittelalter. Für ihr Werk über die Lancaster-Könige anhand des Lebens von John of Lancaster, 1. Duke of Bedford, habe sie jahrelang intensive Recherchen betrieben und sogar Mittelenglisch gelernt. Da sie die Arbeit, u. a. aus finanziellen Gründen, immer unterbrach, um die beliebten Liebesromane zu schreiben, wurde nur der erste Teil der geplanten Trilogie fertig.

## Werk
Georgette Heyer hat vor allem historische Romane verfasst, die eine Auflage von mehreren Millionen erreichten. Bis 1972 veröffentlichte sie 57 Bücher, vor allem historische Liebesromane, die in der Zeit des Regency in England oder Frankreich spielen (Regency Romance). Sie zeichnen sich durch gutes Detailwissen über die damaligen Lebensumstände sowie durch schlagfertige Dialoge und plastische Charaktere aus. Daneben veröffentlichte Heyer ein Dutzend Kriminalromane und einige Romane und Kurzgeschichten, die im 20. Jahrhundert spielen, die aber nicht ins Deutsche übersetzt wurden.
2021 schrieb der Schriftsteller und Schauspieler Stephen Fry, Heyer sei „eine der witzigsten, einfühlsamsten und lohnendsten Prosaautorinnen […], die man sich vorstellen kann“. Ihre Geschichten erfüllten alle Anforderungen des romantischen Romans, aber die Sprache, die sie verwende, die Dialoge, das ironische Bewusstsein, die Satire und die Einsicht – all das rage weit über das Genre hinaus.

## Werke
- 1921 The Black Moth

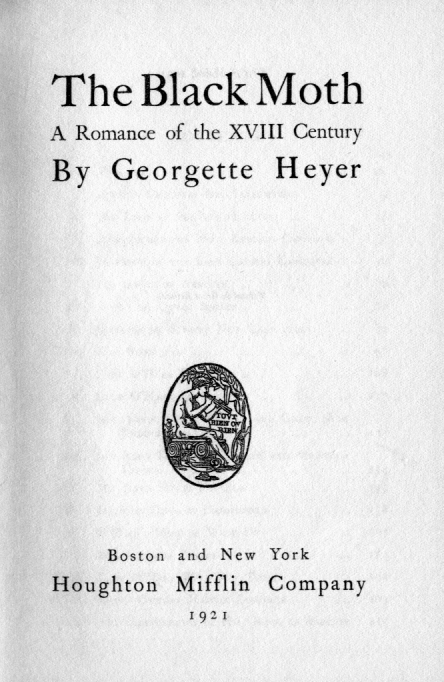
The Black Moth, 1921

  - Der schwarze Falter: Roman, dt. von Hanna Lux; Zsolnay, Wien; Hamburg 1971.
- 1922 A Proposal to Cicely in The Happy Magazine
- 1923 The Transformation of Philip Jettan (später auch Powder and Patch)
  - Die Liebesschule: Roman, dt. von Emi Ehm; Zsolnay, Wien; Hamburg 1969.
- 1923 The Great Roxhythe
- 1923 Instead of the Thorn
- 1923 The Bulldog and the Beast! in The Happy Magazine
- 1923 Linckes´ Great Case in The Detective Magazine
- 1925 Simon the Coldheart
  - Der Unbesiegbare: Roman, dt. von Erika Kaiser; Zsolnay, Wien; Hamburg 1983, ISBN 3-552-03507-9.
- 1926 These Old Shades
  - Der Page und die Herzogin: Roman, dt. von Luise Wasserthal-Zuccari; Zsolnay, Hamburg; Wien 1960.
- 1928 The Masqueraders
  - Brautjagd: Roman, dt. von Emi Ehm; Zsolnay, Wien; Hamburg 1968.
- 1928 Helen
- 1929 Beauvallet
  - Der tolle Nick: Roman, dt. von Erika Kaiser; Zsolnay, Wien; Hamburg 1980, ISBN 3-552-03227-4.
- 1929 Pastel
- 1929 The Honred Beast of Africa in The Sphere
- 1930 Barren Corn
- 1931 The Conqueror (historischer Roman über William, the Conqueror)
  - Der Eroberer: Roman, dt. von Erika Kaiser; Zsolnay, Wien; Hamburg 1982, ISBN 3-552-03402-1.
- 1932 Devil’s Cub
  - Eskapaden: Roman, dt. von Hanna Lux; Zsolnay, Wien; Hamburg 1972.
- 1932 Footsteps in the Dark
  - Schritte im Dunkeln: Roman, dt. von Ilse Winger; Zsolnay, Wien; Hamburg 1986, ISBN 3-552-03821-3.
- 1933 Why Shoot a Butler?
  - Warum den Butler erschießen? Detektivroman, dt. von Hans Eberhard Günther; Rowohlt, Reinbek bei Hamburg 1978, ISBN 3-499-14217-1.
- 1934 The Convenient Marriage
  - Die Vernunftehe: Roman, dt. von Stefanie Neumann; Zsolnay, Wien 1955.
- 1934 The Unfinished Clue
  - Der Tip des Toten: Detektivroman, dt. von Hermann Stiehl; Rowohlt, Reinbek bei Hamburg 1976, ISBN 3-499-11919-6.
- 1935 Regency Buck
  - Die Jungfernfalle: Roman, dt. von Emi Ehm; Zsolnay, Wien; Hamburg 1967.
- 1935 Death in the Stocks
  - Der Tote am Pranger: Detektivroman, dt. von Susanne Rademacher; Rowohlt, Reinbek bei Hamburg 1976, ISBN 3-499-11971-4.
- 1936 The Talisman Ring
  - Verlobung zu dritt: Roman, dt. von Emi Ehm; Zsolnay, Wien; Hamburg 1968.
- 1936 Behold, Here’s Poison
  - Vorsicht Gift! Roman, dt. von Franziska Reiter; Zsolnay, Wien; Hamburg 1985, ISBN 3-552-03722-5.
- 1936 Runaway Match in Woman´s Journal
- 1937 An infamous Army
  - Barbara und die Schlacht von Waterloo: Roman, dt. von Emi Ehm; Zsolnay, Hamburg; Wien 1959.
- 1937 They Found Him Dead
  - … und sie fanden einen Toten: Detektivroman, dt. von Roland Fleissner; Rowohlt, Reinbek bei Hamburg 1978, ISBN 3-499-14162-0.
- 1937 Lady, Your Pardon in The Australian Women´s Weekly
- 1937 Incident on the Bath Road in The Australian Women´s Weekly
- 1938 Royal Escape (historischer Roman über die Flucht von Karl II. 1651)
  - Königliche Abenteuer: Roman, dt. von Josef Trimmel und Ilse Walter; Zsolnay, Wien; Hamburg 1979, ISBN 3-552-03104-9.
- 1938 A blunt Instrument
  - Ein Mord mit stumpfer Waffe: Detektivroman, dt. von Ulla Hengst; Rowohlt, Reinbek bei Hamburg 1973, ISBN 3-499-11627-8.
- 1939 No Wind of Blame
  - Mord ohne Mörder: Detektivroman, dt. von Susanna Rademacher; Rowohlt, Reinbek bei Hamburg 1975, ISBN 3-499-11859-9.
- 1939 Pursuit in The Queen´s Book of the Red Cross
- 1940 The Spanish Bride (nach dem Leben von Juana María de los Dolores de León Smith)
  - Die spanische Braut: Roman, dt. von Emi Ehm; Zsolnay, Hamburg; Wien 1961.
- 1940 The Corinthian
  - Penelope und der Dandy: Roman, dt. von Luise Wasserthal-Zuccari; Zsolnay, Hamburg; Wien 1959.
- 1941 Faro’s Daughter
  - Geliebte Hasardeurin: Roman, dt. von Pia von Hartungen; Zsolnay, Hamburg; Wien 1958.
- 1941 Envious Casca
  - Mord vor dem Dinner: Kriminalroman, dt. von Anton und Adele Stuzka; Zsolnay, Hamburg; Wien 1961.
- 1942 Penhallow
  - Der Trumpf des Toten: Detektivroman, dt. von Ulla H. de Herrera; Rowohlt, Reinbek bei Hamburg 1977, ISBN 3-499-14069-1.
- 1944 Friday’s Child
  - Lord Sherry: Roman, dt. von Pia von Hartungen; Zsolnay, Hamburg; Wien 1956.
- 1946 The Reluctant Widow
  - Die widerspenstige Witwe: Roman, dt. von Edmund Theodor Kauer; Zsolnay, Wien; Hamburg 1963.
- 1948 The Foundling
  - Findelkind: Roman, dt. von Hanna Lux; Zsolnay, Wien; Hamburg 1972.
- 1949 Arabella
  - Die bezaubernde Arabella: Roman, dt. von Edmund Theodor Kauer; Zsolnay, Wien 1954.
- 1950 The Grand Sophy
  - Die drei Ehen der Grand Sophy: Roman, dt. von Edmund Theodor Kauer; Zsolnay, Wien 1954.
- 1951 The quiet Gentleman
  - Der schweigsame Gentleman: Roman, dt. von Lida Winiewicz; Zsolnay, Hamburg; Wien 1955.
- 1951 Duplicate Death
  - Mord beim Bridge: Detektivroman, dt. von Hermann Stiehl; Rowohlt, Reinbek bei Hamburg 1979, ISBN 3-499-14325-9.
- 1953 Cotillion
  - Damenwahl: Roman, dt. von Emi Ehm; Zsolnay, Wien; Hamburg 1970.
- 1953 Detection Unlimited
  - Der Mörder von nebenan: Detektivroman, dt. von Kurt Wagenseil; Rowohlt, Reinbek bei Hamburg 1974, ISBN 3-499-11752-5.
- 1954 The Toll-Gate
  - Liebe unverzollt: Roman, dt. von Emi Ehm; Zsolnay, Wien; Hamburg 1965.
- 1954 Books about the Brontës (Essay)
- 1954 How to be a Literary Critic (Essay)
- 1955 Bath Tangle
  - Serena und das Ungeheuer: Roman, dt. von Emi Ehm; Zsolnay, Hamburg; Wien 1960.
- 1956 Sprig Muslin
  - Frühlingsluft: Roman, dt. von Pia von Hartungen; Zsolnay, Hamburg; Wien 1957.
- 1957 April Lady
  - April Lady: Roman, dt. von Pia von Hartungen; Zsolnay, Hamburg; Wien 1957.
- 1957 Sylvester, or The Wicked Uncle
  - Skandal im Ballsaal: Roman, dt. von Renate Schaider; Zsolnay, Wien; Hamburg 1970.
- 1958 Venetia
  - Venetia und der Wüstling: Roman, dt. von Emi Ehm; Zsolnay, Hamburg; Wien 1962.
- 1959 The Unknown Ajax
  - Lord Ajax: Roman, dt. von Lida Winiewicz; Zsolnay, Hamburg; Wien 1961.
- 1960 Pistols for Two
  - Zärtliches Duell, dt. von Ilse Winger und Heinrich von Bohn; Zsolnay, Wien; Hamburg 1975, ISBN 3-552-02728-9.
- 1961 A Civil Contract
  - Ehevertrag: Roman, dt. von Grete Friedmann; Zsolnay, Wien; Hamburg 1965.
- 1962 The Nonesuch
  - Junggesellentage: Roman, dt. von Anette Richter; Zsolnay, Wien; Hamburg 1974, ISBN 3-552-02605-3.
- 1963 False Colours
  - Falsches Spiel: Roman, dt. von Helga Wolff-Itzinger; Zsolnay, Wien; Hamburg 1964.
- 1965 Frederica
  - Heiratsmarkt: Roman, dt. von Emi Ehm; Zsolnay, Wien; Hamburg 1966.
- 1966 Black Sheep
  - Die galante Entführung: Roman, dt. von Emi Ehm; Zsolnay, Wien; Hamburg 1967.
- 1968 Cousin Kate
  - Verführung zur Ehe: Roman, dt. von Margrit Körner; Zsolnay, Wien; Hamburg 1969.
- 1970 Charity Girl
  - Ein Mädchen ohne Mitgift: Roman, dt. von Ilse Walter; Zsolnay, Wien, Hamburg 1971.
- 1972 Lady of Quality
  - Herzdame: Roman, dt. von Hanna Lux; Zsolnay, Wien; Hamburg 1973, ISBN 3-552-02530-8.
- 1975 My Lord John (historischer Roman über die Jugend von John of Lancaster, 1. Duke of Bedford)
  - Lord John: Roman, dt. von Erika Kaiser; Zsolnay, Wien; Hamburg 1978, ISBN 3-552-03005-0.
- 2019 Acting on Impulse. Contemporary Short Stories by Georgette Heyer

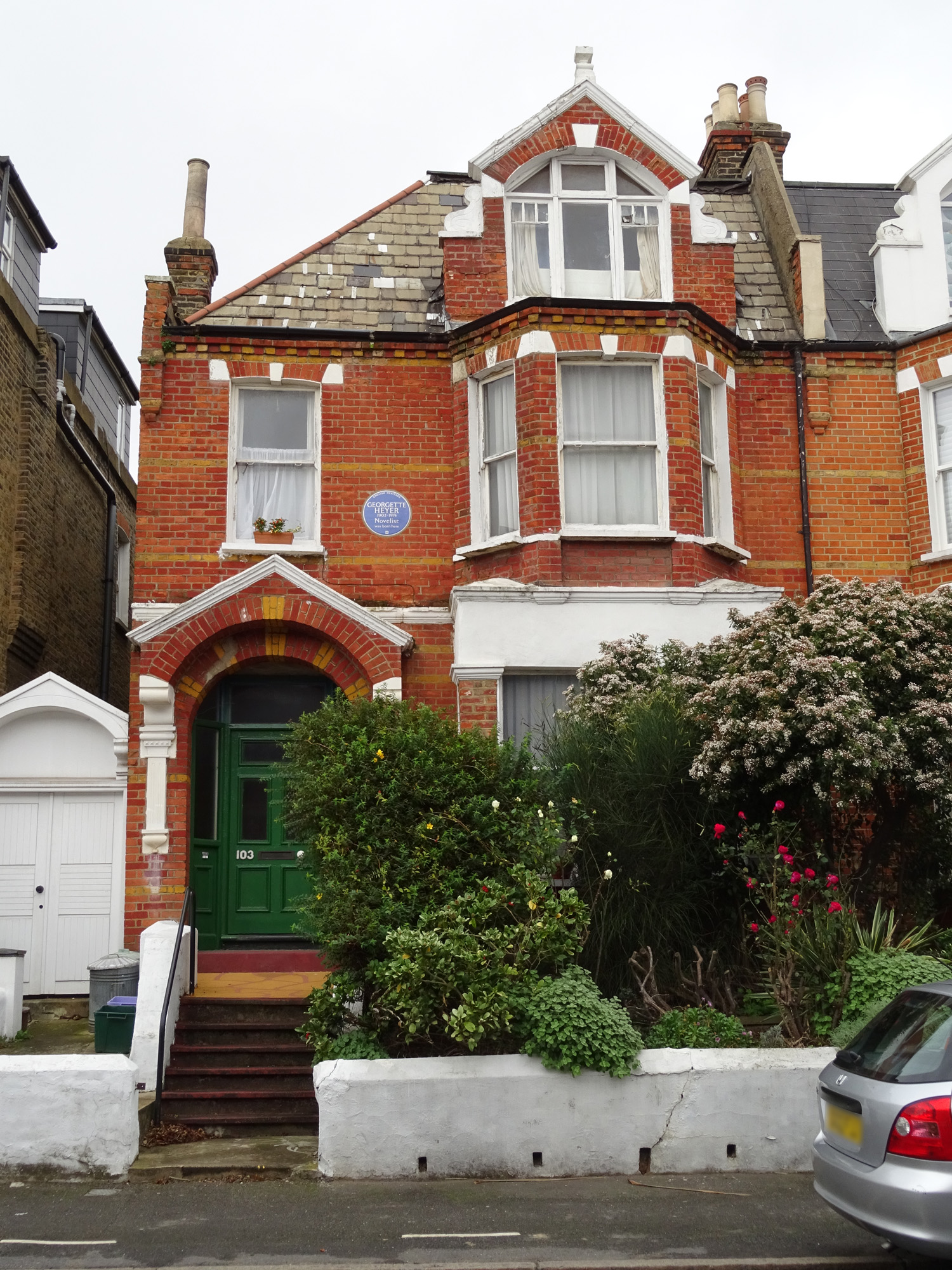
Georgette Heyers Geburtshaus in London

## Verfilmungen
- 1950: The Reluctant Widow
- 1959: Bezaubernde Arabella

## Sonstiges
Im Juni 2015 wurde Heyer mit einer Blue Plaque an dem Haus, in dem sie die ersten vier Jahre ihres Lebens lebte, in 103 Woodside in Wimbledon geehrt.